# 东郭义清微观
东郭义清微观，位于中华人民共和国山西省晋中市寿阳县平舒乡东郭义村，已列为山西省文物保护单位。

## 保护
2021年8月4日，东郭义清微观由山西省人民政府公布为第六批山西省文物保护单位，编号6-118。